# Scherpkruid
Scherpkruid (Asperugo procumbens) is een eenjarige plant uit de ruwbladigenfamilie (Boraginaceae) en is de enige soort van het geslacht Asperugo. De soort staat op de  Nederlandse Rode Lijst van planten als zeer zeldzaam en zeer sterk afgenomen. Deze plant is in Nederland wettelijk beschermd sinds 1 januari 2017 door de Wet Natuurbescherming. De plant komt van nature voor in West-Azië en Oost-Europa en is van daaruit verspreid naar de gematigde en koude streken op het noordelijk halfrond. Het aantal chromosomen is 2n = 48.
De plant wordt 20-70 cm hoog en heeft brosse, holle, hoekige, liggende of op andere planten steunende stengels. Op de ruwe stengel zitten gekromde stekeltjes. De elliptische of eironde tot lancetvormige, borstelig behaarde bladeren zijn voor een deel tegenoverstaand.
De plant bloeit van mei tot in juli met donkerpaarse later blauw wordende, soms geheel witte, vijftallige bloemen. De kroonbuis en keelschubben zijn wit. In de bladoksel zitten één tot drie tweeslachtige bloemen met een 2-3 mm lange bloemkroon en een diep vijfdelige, 1-6 mm brede kelk. Na de bloei wordt de kelk ongeveer vijf keer zo groot, tweekleppig met vijftien ongelijke tanden en zijdelings afgeplat. De bloemsteel wordt na de bloei langer en kromt zich. Op de bloemkroon staan vijf meeldraden ingeplant. De helmhokjes zijn 0,6 mm lang. De stijl is 0,8 mm lang. Het bovenstandige vruchtbeginsel is vierdelig.
De vrucht wordt door de bladachtige kelk omsloten en is een smal eivormig, afgeplat, ongeveer 3 mm lang, lichtbruin nootje.

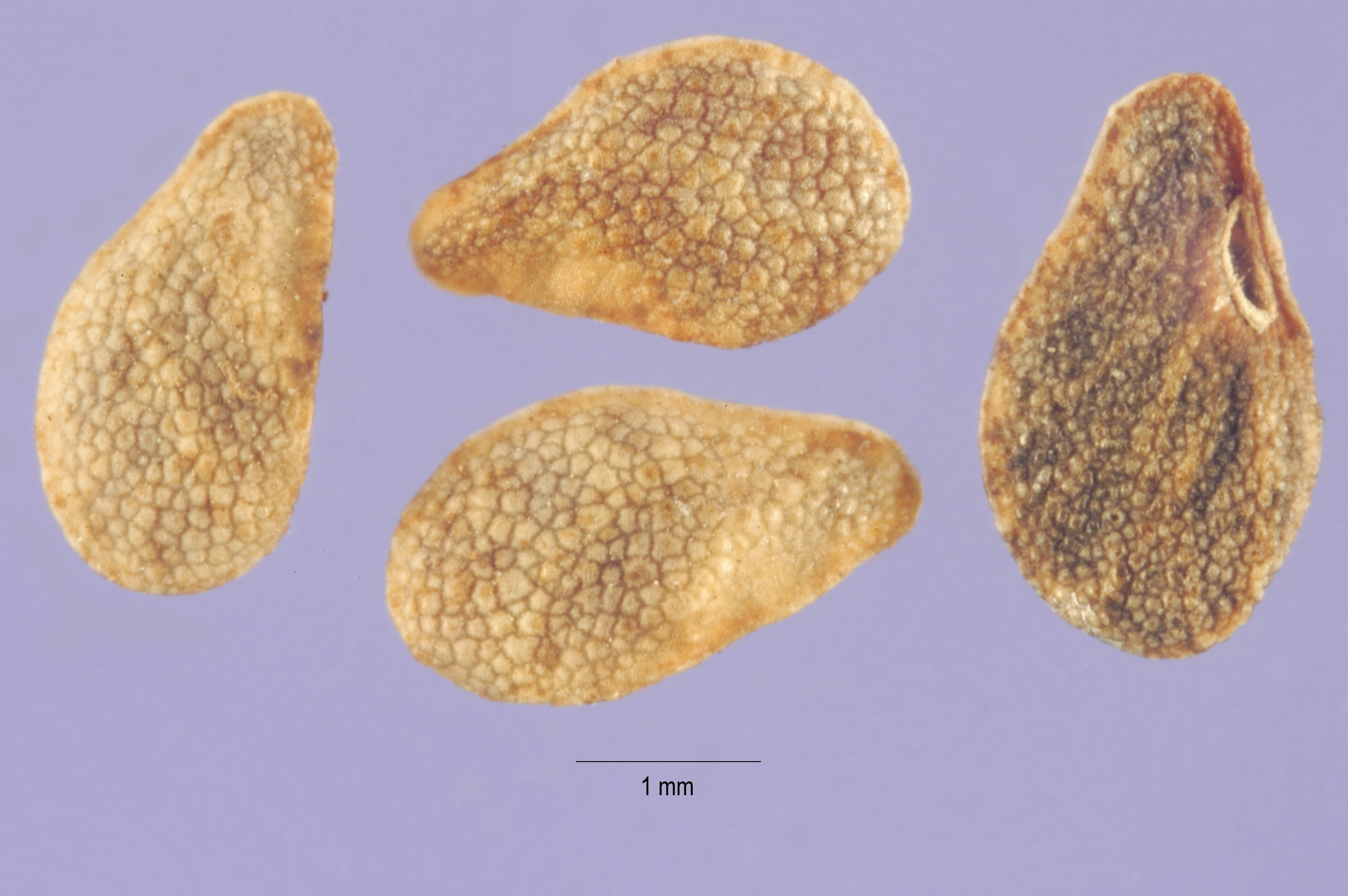
Nootjes

Scherpkruid komt voor op droge, stikstofrijke, kalkhoudende zandgrond.

## Namen in andere talen
- Duits: Scharfkraut
- Engels:  Madwort, German Madwort
- Frans: Râpette couchée